# Cornelis Kalkman

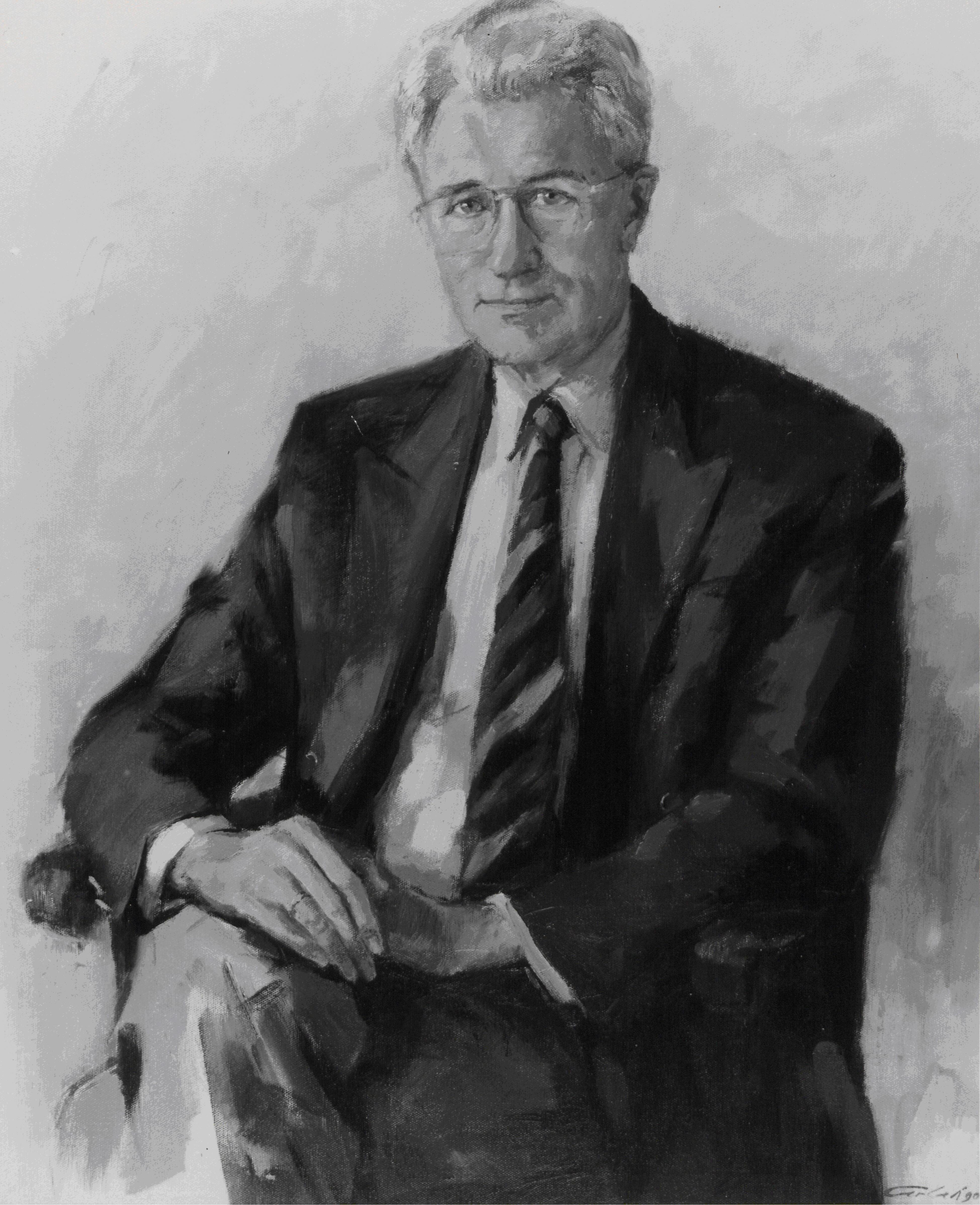
Kalkman (Carla Rodenberg, 1991)

Cornelis Kalkman auch: Kees Kalkman (* 5. Mai 1928 in Delft; † 19. Januar 1998 in Leiden) war ein niederländischer Botaniker.
Sein botanisches Autorenkürzel lautet „Kalkman“.

## Leben
Kalkman besuchte die höhere Bürgerschule in Den Haag, wo er 1946 seine Hochschulreife erlangte. Nach absolvierten Grundwehrdienst, begann er 1948 ein Studium der Botanik an der Universität Leiden. Hier absolvierte er 1955 sein Doktorexamen in Biologie, ging 1956 nach Niederländisch-Neuguinea und wurde 1959 als Mitarbeiter am Reichsherbarium in Leiden angestellt. Während dieser Zeit unternahm er für die königliche niederländische botanische Vereinigung (niederländisch Koninklijke Nederlandse Botanische Vereniging) 1959 und 1966 Expeditionen zum Sterngebirge und den vulkanischen Domagipfeln in Papua-Neuguinea. Bereits ab 1960 hatte Kalkman botanische Vorlesungen an der Leidener Hochschule gehalten und am 28. April 1965 promovierte Kalkman unter Cornelis Gijsbert Gerrit Jan van Steenis (1901–1986) mit dem Thema The old world species of Prunus subg. Laurocerasus including those formerly referred to Pygeum zum Doktor der Biologie. Zudem spezialisierte er sich bei seiner Arbeit auf die Familie der Rosengewächse und beschrieb diese für den Flora Malesiana. Auch beteiligte er sich als Redakteur an enzyklopädischen Werken, worin die Pflanzen aus dem Malaiischen Gebiet beschrieben wurden.
Am 24. November 1972 wurde er von der Leidener Hochschule zum Professor für besondere Botanik berufen, welche Aufgabe er am 1. Dezember des Jahres übernahm und am 23. März 1973 seine Einführungsrede über Herbariumssystematik hielt. Mit der Aufgabe wurde ihm auch die wissenschaftliche Direktion des Reichsherbariums übertragen, er wurde 1980/81 Dekan der mathematischen und naturwissenschaftlichen Fakultät und nachdem er 1988 seine Direktion am Reichsherbarium eingestellt hatte, war er 1989 bis 1990 wissenschaftlicher Direktor des Hortus Botanicus Leiden. Drei Jahre lang war Kalkman Vorsitzender der königlich niederländischen botanischen Vereinigung, er wurde Ritter des Ordens vom niederländischen Löwen und Hermann Otto Sleumer benannte die Pflanzenart Dimorphanthera kalkmanii nach ihm. 1990 wurde er emeritiert und er ging am 12. November des Jahres in den Ruhestand. Trotzdem führte er noch Vorlesungen für das Reichsherbarium durch. Nach seinem Tod wurde er am 23. Januar auf dem Friedhof in Rhijnhof beigesetzt.

## Werke (Auswahl)
- A plant-geographical analysis of the Lesser Sunda Islands. In: Acta Bot. Nedel. 1955, Jg. 4, S. 200–225
- Verslag van de Sectie Bosbotanie betreffende een tournee naar de omgeving van Beriat (Onderafdeling Teminaboean) april/mei 1958. 1958
- Verslag van een tournee door de Onderafdeling Moejoe (febr. - maart - 1959). 1959
- Houtsoorten van Nieuw Guinea. Samenvatting van literatuur- en praktijkgegevens voor een dertigtal van de belangrijkste houtsoorten uit Nederlands Nieuw Guinea. 1959, englisch Timber species of Netherlands New Guinea. Summary of data collected from literature and practice concerning 28 of the major timber species of Netherlands New Guinea. 1959
- De plantenwereld van Nieuw-Guinea. Leiden 1960
- The old world species of Prunus subg. Laurocerasus including those formerly referred to Pygeum. Leiden 1965
- Botanical Exploration in the Doma Peaks Region, New Guinea. 1970
- Mossen en vaatplanten bouw, levenscyclus en verwantschappen van de Cormophyta. Utrecht 1972
- Flora Malesiana : being an illustrated systematic account of the Malaysian flora including keys for determination, diagnostic descriptions, references to the literature, synonymy, and distribution, and notes on the ecology of its wild and commonly cultivated plants. Leiden, 1958–1993, 13. Bde. (Mitherausgeber)
- In Memoriam Professor H. J. Lam. In: Acta et Agenda. 1977, S. 474; Vakbl. Biologen. 1977, Jg. 57, S. 153 (niederländisch); Blumea. Tijdschrift voor de Systematiek en de Geografie der Planten. Leiden, 1977, Vol. 23, S. 203 (englisch)
- Rijksherbarium, 1829-1979. A jubilee volume. Leiden 1979
- De twee vragen van de Plantensystematiek. Leiden 1982
- In memoriam Dr. M. Jacobs. In: Blumea. Tijdschrift voor de Systematiek en de Geografie der Planten. Leiden, 1983, Vol. 29, Nr. 1,
- In memoriam C.G.G.J. Van Steenis (1901–1986). Leiden 1987
- In memoriam G. J. de Joncheere (1909–1989). In: Blumea. Tijdschrift voor de Systematiek en de Geografie der Planten. Leiden, 1989, Vol. 34, Nr. 1,
- Plantenkennis. (Afscheidsrede Rijksuniversiteit Leiden, 1991)
- C. Kalkman (Red: M.M. Nauta & R. van der Meijden): Planten voor dagelijks gebruik, Botanische achtergronden en toepassingen. Utrecht, KNNV Uitgeverij, 2003. ISBN 90-5011-159-9